# Vĩnh Thới
Vĩnh Thới là một xã ven sông Hậu thuộc huyện Lai Vung, tỉnh Đồng Tháp, Việt Nam.

## Địa lý
Xã Vĩnh Thới nằm ở phía tây nam huyện Lai Vung, có vị trí địa lý:
- Phía đông giáp xã Hòa Long và xã Long Thắng
- Phía tây giáp sông Hậu
- Phía nam giáp xã Tân Hòa
- Phía bắc giáp xã Long Hậu và xã Tân Thành.

Xã có diện tích 19,4 km², dân số năm 2009 là 15.310 người, mật độ dân số đạt 798 người/km².

## Lịch sử
Ngày 5 tháng 1 năm 1981, Hội đồng Chính phủ ban hành Quyết định 4-CP, đổi tên huyện Lấp Vò thành huyện Thạnh Hưng, xã Tân Thới thuộc huyện Thạnh Hưng.
Ngày 6 tháng 3 năm 1984, Hội đồng Bộ trưởng ban hành Quyết định 36-HĐBT, chia xã Tân Thới thành 2 xã lấy tên là xã Vĩnh Thới, xã Tân Hoà.
Theo Quyết định 77-HĐBT ngày 27 tháng 06 năm 1989, xã Vĩnh Thới thuộc huyện Lai Vung.